# Stadtarchiv Gütersloh
Das Stadtarchiv Gütersloh ist das Kommunalarchiv der Stadt Gütersloh im gleichnamigen Kreis in Nordrhein-Westfalen.
Das Stadtarchiv existiert seit 1984. Im Jahr 1989 wurde an das damalige Archivgebäude in der Hohenzollernstraße 30a, das ehemalige Firmengebäude der Tischlerei Schlüppmann, ein Magazin mit 207 m² angebaut.
Im Oktober 2018 bezog das Stadtarchiv gemeinsam mit dem Kreisarchiv Gütersloh das Gebäude der ehemaligen Regenbogenschule in der Moltkestraße 47.

## Aufgaben
Das Stadtarchiv Gütersloh hält Bestände für historische und regionale Forschungen und Dokumentationen vor. Zu den Kernaufgaben zählt die dauerhafte Sicherung von Schrift- und Sammlungsgut der Stadtverwaltung und anderer städtischer Einrichtungen seit 1809. Es bietet die Möglichkeit, Gütersloher Nachlässe zu archivieren.
Auch die Anlage und Archivierung von Sammlungen nichtkommunaler Herkunft gehört zu den Aufgaben des Stadtarchivs. Dazu gehören:
- Druckschriften, Zeitungen, Zeitschriften
- Zeitungsausschnittsammlungen
- Ton- und Bildsammlungen
- Plakate
- Karten, Pläne, Zeichnungen
- zeitgeschichtliche Sammlungen (Flugblätter, Handzettel, Prospekte)
- Sammlung von Firmenbriefköpfen
- Audiovisuelle und digitale Medien
- Stadt- und regionalgeschichtliche Bibliothek (Präsenzbestand)
- Private Nachlässe und Deposita

Die Serviceleistungen umfassen:
- Beratung und Auskünfte zu Fragen der Stadtgeschichte und Familienforschung
- Mitwirkung bei Ausstellungen
- Unterstützung von Schulprojekten, Facharbeiten, Geschichtswettbewerben, Vorträgen
- Herstellung von Kopien historischer Zeitungen
- Archivführungen für Gruppen
- Praktika für Schüler, Studierende und berufliche Rehabilitations- und Fortbildungsmaßnahmen

## Bestände
In allen Aktenbeständen kann mit Hilfe des Programms AUGIAS-Archiv recherchiert werden. Für die Bestände von 1815 bis 1910 liegen darüber hinaus Findbücher mit Personen-, Orts- und Sachregistern vor. Die Bestände ab 1911 bis heute sind nur in der Datenbank des Archivs einsehbar. Die Rats- und Ausschussprotokolle sind chronologisch und nach Fachbereichen geordnet. Zur Ergänzung der Aktenbestände legt das Stadtarchiv Sammlungen an, die überwiegend Sammlungsgut nicht kommunaler Herkunft enthalten:
| Druckschriftensammlung                     | Verwaltungsdrucksachen, Fest- und Jubiläumsschriften von Vereinen, Firmen, Verbänden, Personen, kleine Veröffentlichungen zur Stadt- und Regionalgeschichte, z. Zt. insgesamt ca. 8500 Exemplare, die über eine Datenbank und einen Kreuzkatalog erschlossen sind. |
| Zeitschriftensammlung                      | Zeitschriften und Periodika zur Orts-, Regional- und Landesgeschichte. |
| Zeitungssammlung                           | Originale der in Gütersloh seit 1883 regelmäßigen erschienenen Zeitungen. |
| Zeitungsausschnittsammlung (ZAS)           | Zurzeit in 483 Mappen Presseartikel der Neuen Westfälischen, Glocke und Westfalenblatt und deren Vorläufern, nach Themen und Betreffen geordnet |
| Ton- und Bildsammlung                      | Ca. 35.000 Fotos und 10.000 Diapositive ab 1880: u. a. Porträts, Straßenansichten, öffentliche Gebäude, Betriebe, Jubiläums- und Festveranstaltungen, Postkarten, Luftaufnahmen.                                                                                   |
| Plakatsammlung                             | Plakate von politischen und kulturellen Veranstaltungen, Aufrufe und Bekanntmachungen seit 1914. |
| Sammlungen von Karten, Plänen, Zeichnungen | Gebietskarten, Stadtpläne, Katasteraufnahmen ab dem 17. Jahrhundert (z. T. Nachdrucke), Bauzeichnungen und Zeichnungen technischer Geräte. |
| Zeitgeschichtliche Sammlung                | Alte und neue Flugschriften, Handzettel, Programme, Einladungen, Informations- und Werbedrucksachen aus allen Bereichen des städtischen Lebens, zum Teil auch aus Nachbarorten.                                                                                    |
| Heimatkundliche Bibliothek                 | Über 6000 Bände zur Orts- und Landesgeschichte, Quellenverzeichnisse, Bibliographien, Lexika, plattdeutsche Literatur. |
| Verwaltungsbücherei                        | Sammlung von Gesetzen, Ministerial- und Verordnungsblättern, Fachliteratur u. a. zu Verwaltungs-, Rechts-, Steuer-, Ordnungs-, Bau- und Schulangelegenheiten ab 1815.                                                                                              |
| Private Nachlässe und Deposita             | Deposita sind Archivmaterialien, die dem Stadtarchiv lediglich zur Aufbewahrung und Nutzung übergeben wurden. |

## Sammlung lokaler Zeitungen
Das Stadtarchiv sammelt die Originalausgaben der im Stadtgebiet erschienenen Tageszeitungen, Stadtteilzeitungen und Anzeigenblätter:
- Öffentlicher Anzeiger für den Kreis Wiedenbrück, 1833
- Gütersloher Wochenzeitung, 1883
- Der Bote an der Ems, 1885–1894
- Neue Westfälische und ihre Vorläufer ab 1884
- Gütersloher Zeitung
- Neue Gütersloher Zeitung
- Gütersloher Tageblatt
- Westfälische Neueste Nachrichten
- Gütersloher Stadtanzeiger
- Freie Presse
- Westfälische Zeitung
- Westfalen-Blatt und die Vorläufer
- Gütersloher Morgenblatt
- Westfalen-Zeitung
- Die Glocke, Jahrgang 1936 und ab 1950
- Kriegsberichte der Gütersloher Zeitung 1914–1916
- Die Heimat in Wort und Bild – Beilage der Gütersloher Zeitung 1927–1966
- Heimatblätter der Glocke 1920–1930, 1949 f.
- Die Glocke am Sonntag 1928–1929, 1932
- Olympia-Zeitung 1936
- Amtliches Nachrichtenblatt für den Kreis Wiedenbrück 1946–1948
- Bonewie (ab 1980)
- GT-Info (ab 1976)
- Guetsel.de (ab 2003)
- Der Kattenbote (ab 2005)
- Lebendiges Isselhorst (früher: Der Isselhorster) (ab 1977)

## Ahnenforschung
Das Stadtarchiv hilft auch bei familiengeschichtlichen Forschungen, genealogische Forschung genannt.
Im Einzelnen wird bereitgehalten:
- Einwohnerbücher der Stadt und Umgegend von 1903 bis 1999
- Altkartei des Einwohnermeldeamtes mit den Meldepflichtigen von ca. 1909 bis 1977
- Standesamtsregister einschließlich Namensindex
- Geburten bis 1905
- Eheschließungen bis 1935
- Sterbefälle bis 1985
- Kopien der Kirchenbücher der evangelischen Gemeinde Gütersloh
- Taufbuch 1675 bis 1732
- Traubuch 1675 bis 1732
- Totenbuch 1712 bis 1732
- Kopien von Archivalien des Fürstlichen Archivs Rheda
- Manuale (handschriftliches Denkbuch) des Richters Ottonis Gütersloh von 1578 (u. a. Aufzählung aller Einwohner)
- Amtsstuben-Protokolle 1722–1727, 1728–1743
- Hüsseten-Register von 1738
- Leibeigentumsbuch von 1787 mit Nachträgen bis 1836
- Liste von 348 Genealogien Gütersloher Familien für das 17. und 18. Jahrhundert, zusammengestellt von Erich Pott (+) in 979 Mappen (22 Archivkartons)
- Die Zusammenstellungen von Erich Pott werden von Wilfried Strothotte laufend ergänzt und sind in einer z. Zt. ca. 80.000 Personen umfassenden Datenbank abrufbar.
- Dokumentation zur Geschichte der Höfe in den Bauerschaften Blankenhagen und Pavenstädt, zusammengestellt nach dem Urkataster (1822) von Heinrich Kornfeld (+)

Die Kirchenbücher der evangelischen Kirchengemeinde sind einzusehen im Landeskirchlichen Archiv.
Die Kirchenbücher der katholischen Kirchengemeinde können beim Erzbistumsarchiv Paderborn eingesehen werden.

## Besucherzahlen, unterteilt in Forschungsgebiete (2016)
- wissenschaftlich: 126
- genealogisch: 176
- Schüler: 60
- Sonstige: 40

## Erste Erwähnung des Stadtnamens „Gütersloh“
Auf dem Bild ist ein Faksimile des ersten urkundlichen Nachweises des Namens „gutherlo“ zu sehen. Dieses hängt im Eingangsbereich des Stadtarchives Gütersloh aus.

Die Ortschaft Gütersloh wurde erstmals im Jahr 1184 in einer Urkunde des Bischofs von Osnabrück erwähnt. Heute zum Stadtgebiet gehörende Orte und Stadtteile wurden z. T. wesentlich früher erstmals erwähnt: Isselhorst bereits im Jahr 1050, Spexard, Pavenstädt und Nordhorn im Jahr 1088, Ebbesloh im Jahr 1151.

Übertragen aus dem Lateinischen bedeutet der Text:

Im Namen der heiligen und ungeteilten

Dreieinigkeit.

Arnold, von Gottes Gnaden demütiger

Diener der Kirche Osnabrück.

Allen gläubigen Christen kund und zu

wissen, dass der Herr Ludolf, in dessen

Erbherrschaft die Kirche (das Kloster)

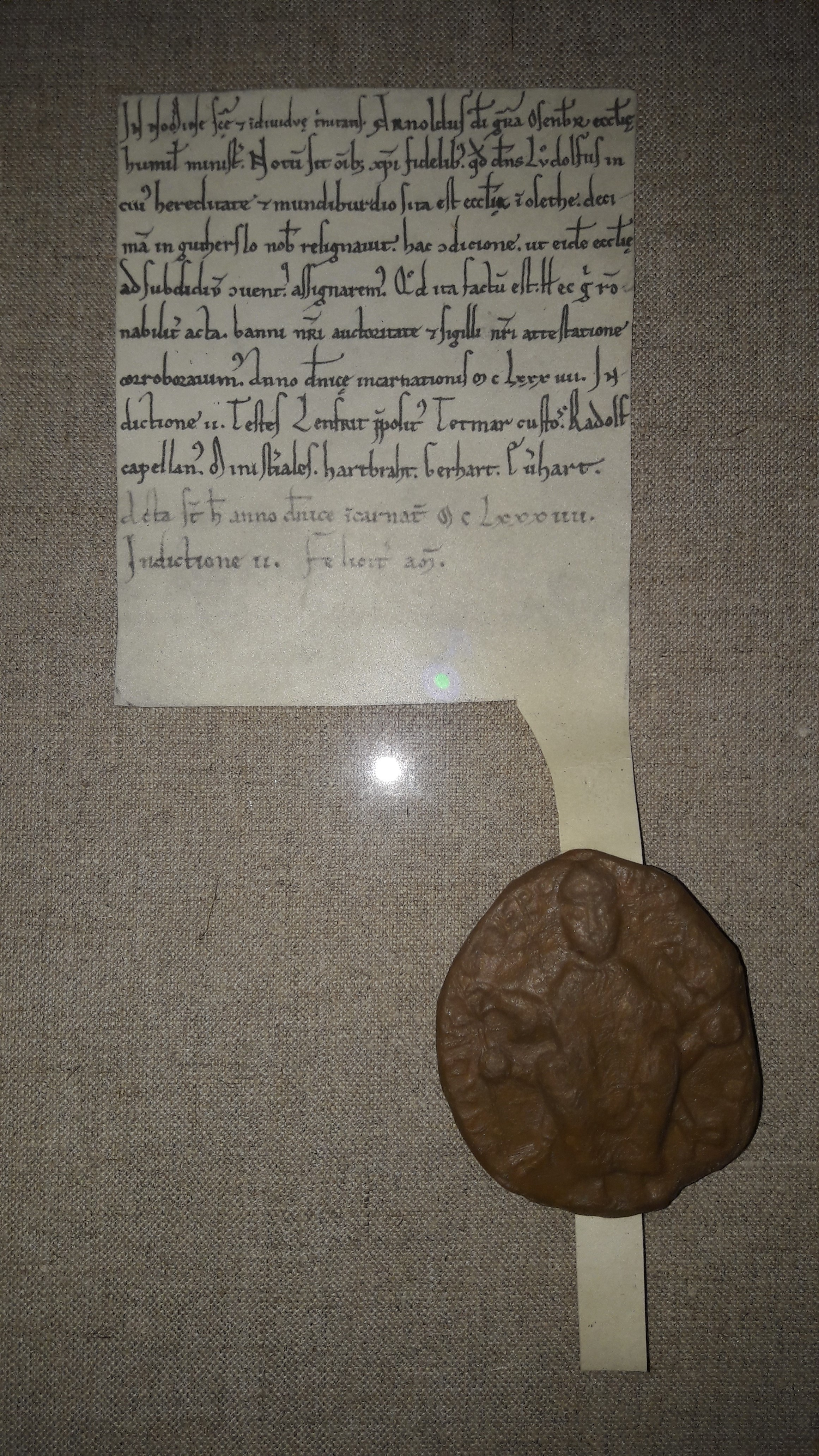
Erste urkundlicher Nachweis des Namens „gutherlo“.

Oesede gelegen ist, uns den Zehnten in 

Gütersloh unter der Bedingung zurück-

gegeben hat, dass wir ihn wiederum zum

Unterhalt dieser Kirche (dieses Klosters)

weiter übertragen.

Dass dies so geschehen ist, bestätigen

wir mit unserer Amtsgewalt und durch

Beifügung unseres Siegels. im Jahre der

Menschwerdung des Herrn

MCLXXXXIIII (1184).

Zeugen: Lentfrit, Probst, Tetmar,

Klosterverwalter; Radolf, Kaplan; die

Ministerialen (weltliche Dienstleute)

Hartbraht, Gerhart, Everhart.

Dieses ist glücklich geschehen im Jahre

der Menschwerdung des Herrn

MCLXXXIIII (1184). Amen.

Der letzte Satz ist (in roter Tinte) wohl später hinzugefügt worden.